# Biosteres sahyadrensis
Biosteres sahyadrensis is een insect dat behoort tot de orde vliesvleugeligen (Hymenoptera) en de familie van de schildwespen (Braconidae). De wetenschappelijke naam van de soort werd voor het eerst geldig gepubliceerd door Kurhade & Nikam in 1998.